# Marquise de San-Réal
La marquise de San-Réal, née Margarité-Euphémia Porrabéril, est un personnage de La Comédie humaine d'Honoré de Balzac.
Fille naturelle de Lord Dudley et d'une aristocrate espagnole, elle est la demi-sœur d'Henri de Marsay auquel elle ressemble physiquement. Elle a épousé un Grand d'Espagne en 1815, le marquis de San-Réal alors âgé de quatre-vingts ans. À Paris, les San-Réal habitent un hôtel de la rue Saint-Lazare, et sont voisins de Nucingen.
Élevée à La Havane, la marquise en a ramené une créole : Paquita Valdès dont elle est follement amoureuse et que son frère tente de lui arracher dans La Fille aux yeux d'or, sans succès, puisque la marquise préfère poignarder Paquita plutôt que de la laisser partir.
Après son crime, la marquise se retire au couvent de Los Dolorès.
Elle est présente dans
- Histoire des Treize
- La Fille aux yeux d'or